# Леший (журнал)
«Леший» — оппозиционный сатирический журнал, выпускавшийся в 1906 году, один из недолговечных журналов, порожденных Революцией 1905 года.

## Характеристика
В основном высмеивал кадетов.
Вышло 4 номера. Имел подзаголовок «Орган сатирического раздумья». В каждом номере было 12 страниц.
Редакция располагалась по адресу Петербург, улица Гоголя, д. 14, кв. 14.
Редактор — М. Миклашевский (Неведомский), издательница — Е. Зарудная-Кавос. Заведующий художественной и технической стороной издания — М. Далькевич. Печатался в товариществе Р. Голике и А. Вильборг.
Петр Дульский в 1922 году характеризует этот журнал так: «Успех летучих юмористических листков сам говорит за себя, так как за 1905—1906 годы только одних петербургских сатирических изданий было выпущено до ста названий, — небывалая счастливая пора бешеного увлечения политической сатирой. Но надо опять заметить, что из всей этой массы, этого водопада сатирических журналов, с художественной стороны интересного почти ничего не появилось, если не считать выше отмеченных нами журналов, являвшихся оазисами художественной сатиры. (…) среди хаоса этих листков и журналов ничего талантливого на свет почти не выплывало. Как на некоторый проблеск, промелькнувший среди всей этой массы, мы могли бы ещё указать на журнал „Леший“ (…) Это издание (…) шло отчасти по стопам „Жупела“, „Адской почты“ и иногда все же радовало кой-чем интересным в области художественной сатиры».
Почти в этом же стиле и почти с тем же составом сотрудников издавался еженедельный художественный, литературный и сатирический журнал «Светает» (1906 г.), которого вышло два номера.

## Авторы
Согласно выходным данным 1-го номера, в журнале принимали участие: Е. В. Аничков, Μ. П. Арцыбашев, Г. В. Бартенев, А. И. Богданович, В. В. Вересаев, В. Н. Гордин, А. Г. Горнфельд, В. П. Кранихфельд, В. В. Каррик, А. И. Куприн, А. А. Лукьянов, М. Неведомский, И. Н. Потапенко, Ник. Рыбацкий (псевд.), Евг. С—о (псевд.), Тан, Дмитрий Цензор, А. А. Яблоновский и др. Во 2-м номере к ним прибавились А. И. Венцковский, Л. И. Лутугин, И. Рукавишников, Сила Дворянинович (псевд.), Саша Чёрный. В 3-м: О. И. Дымов, С. Я. Елпатьевский.
Из литературных произведений, напечатанных в журнале, особый интерес представляли два отрывка Л. Н. Толстого из его сочинения «Царство Божие внутри вас есть»: I, Государственный акт и II, Рекрутский набор. Эта работа Толстого впервые была опубликована в 1894 году за границей, в России же впервые была напечатана только здесь.

## Художники

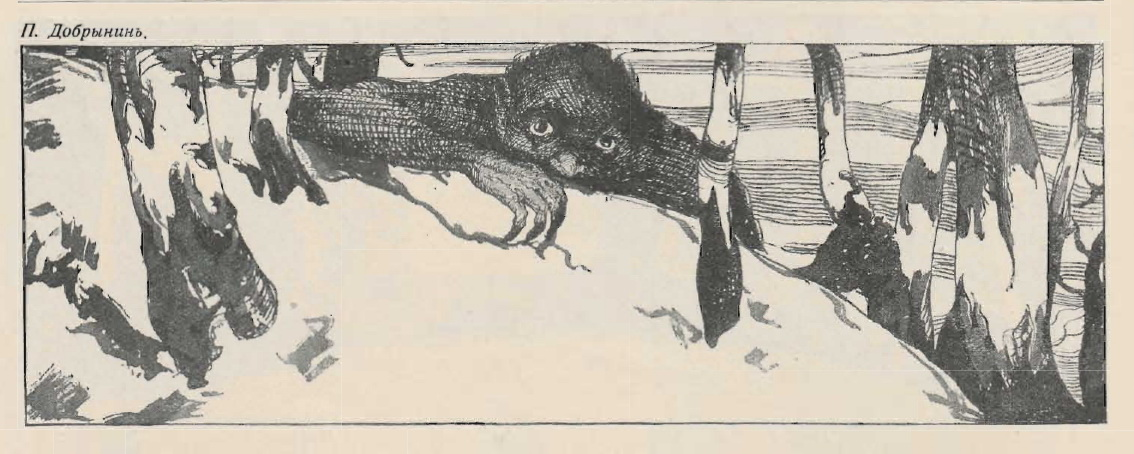
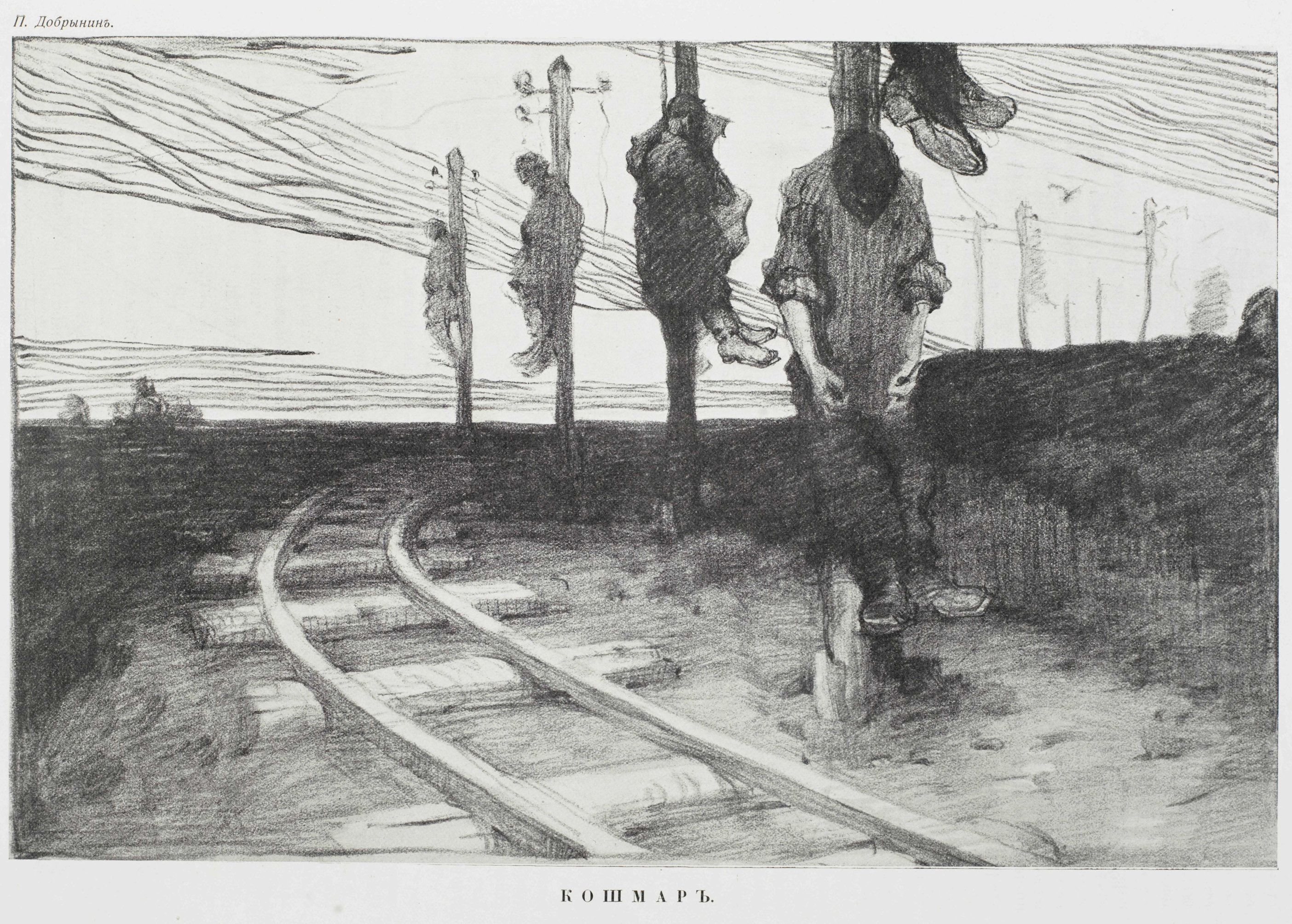
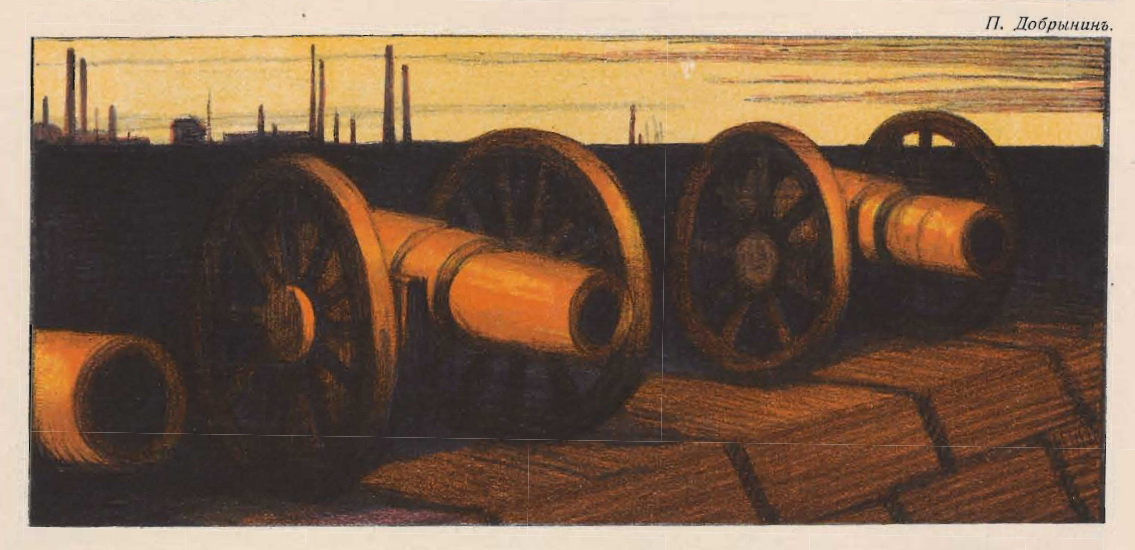

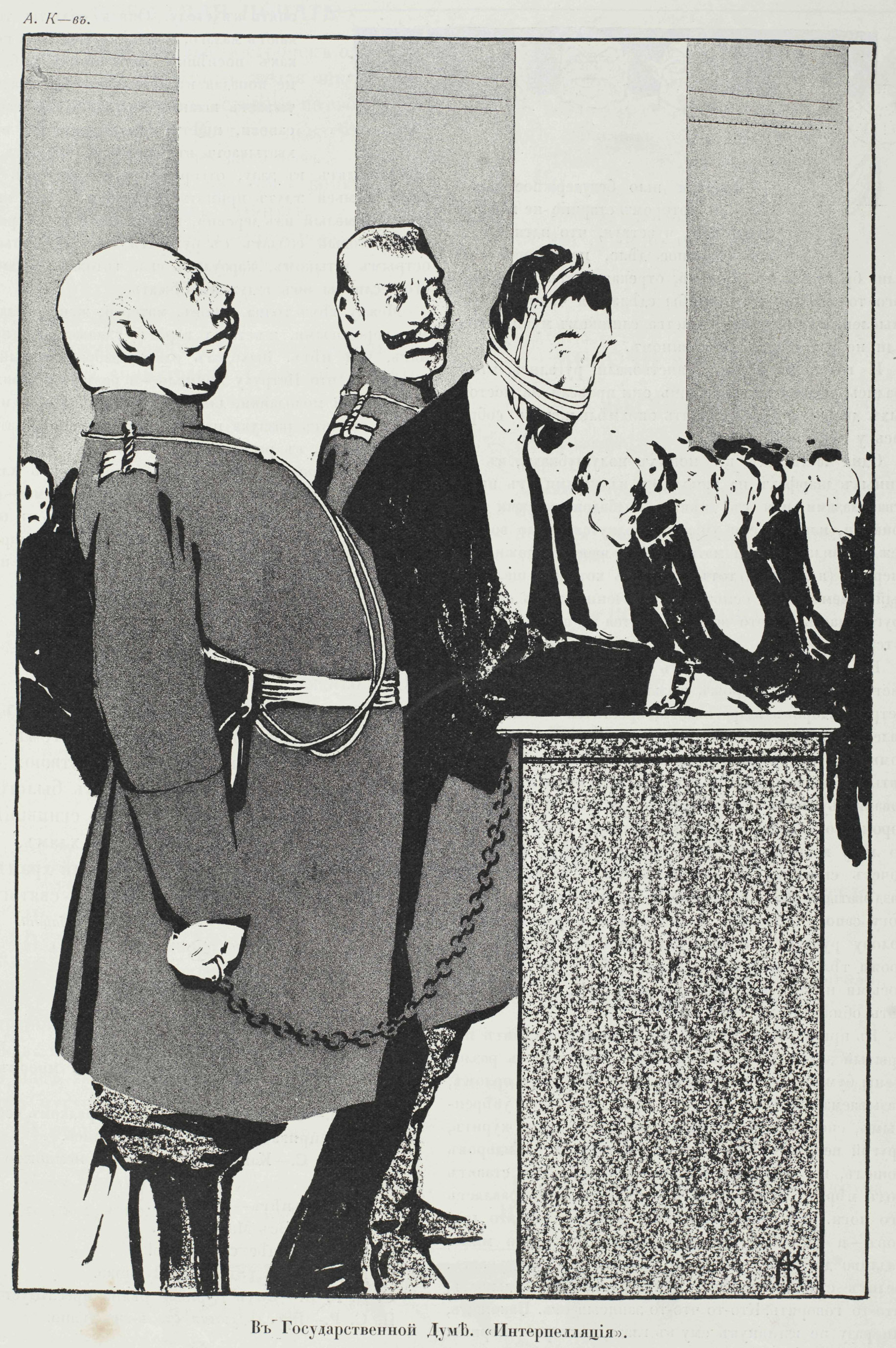
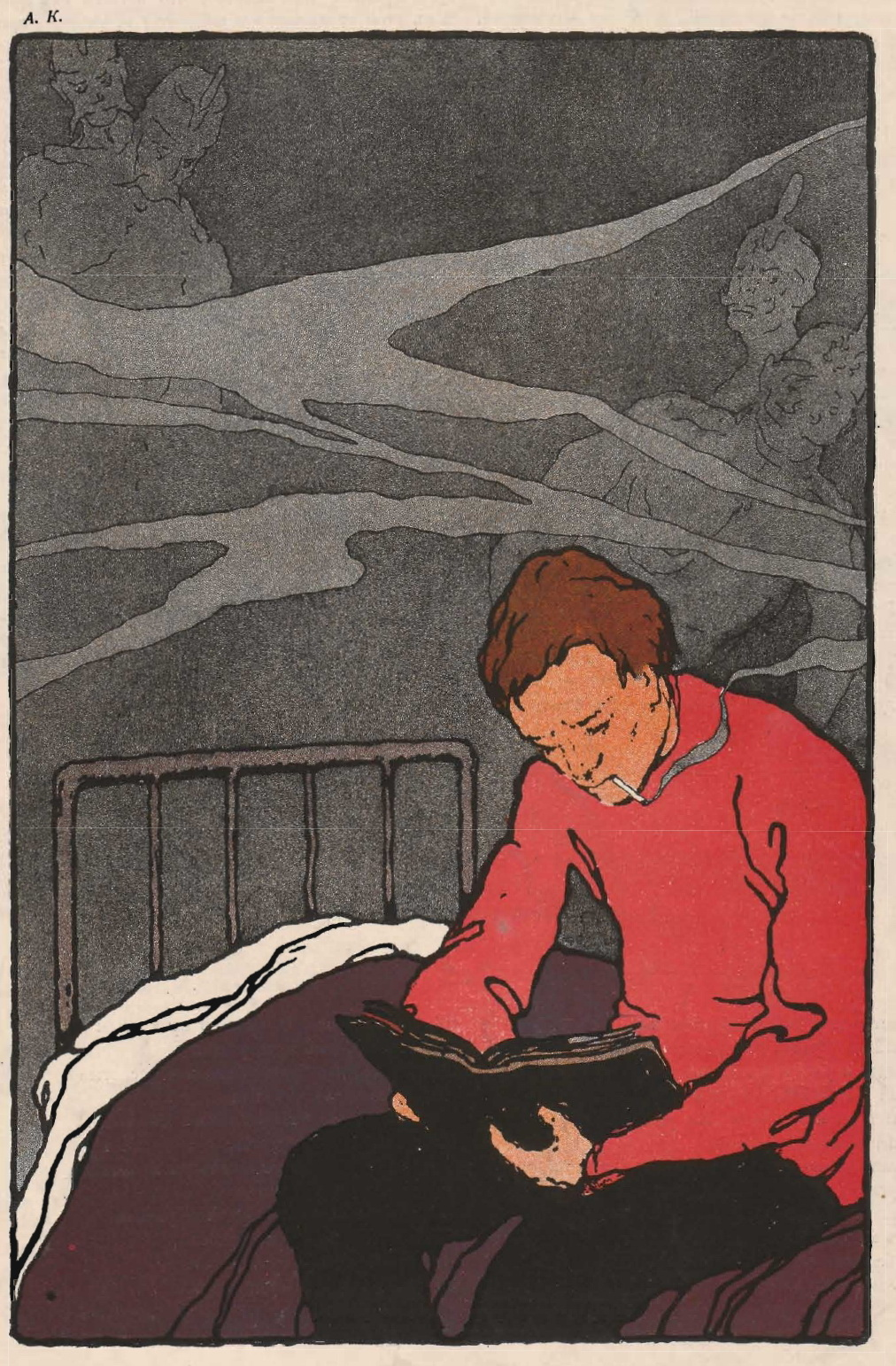
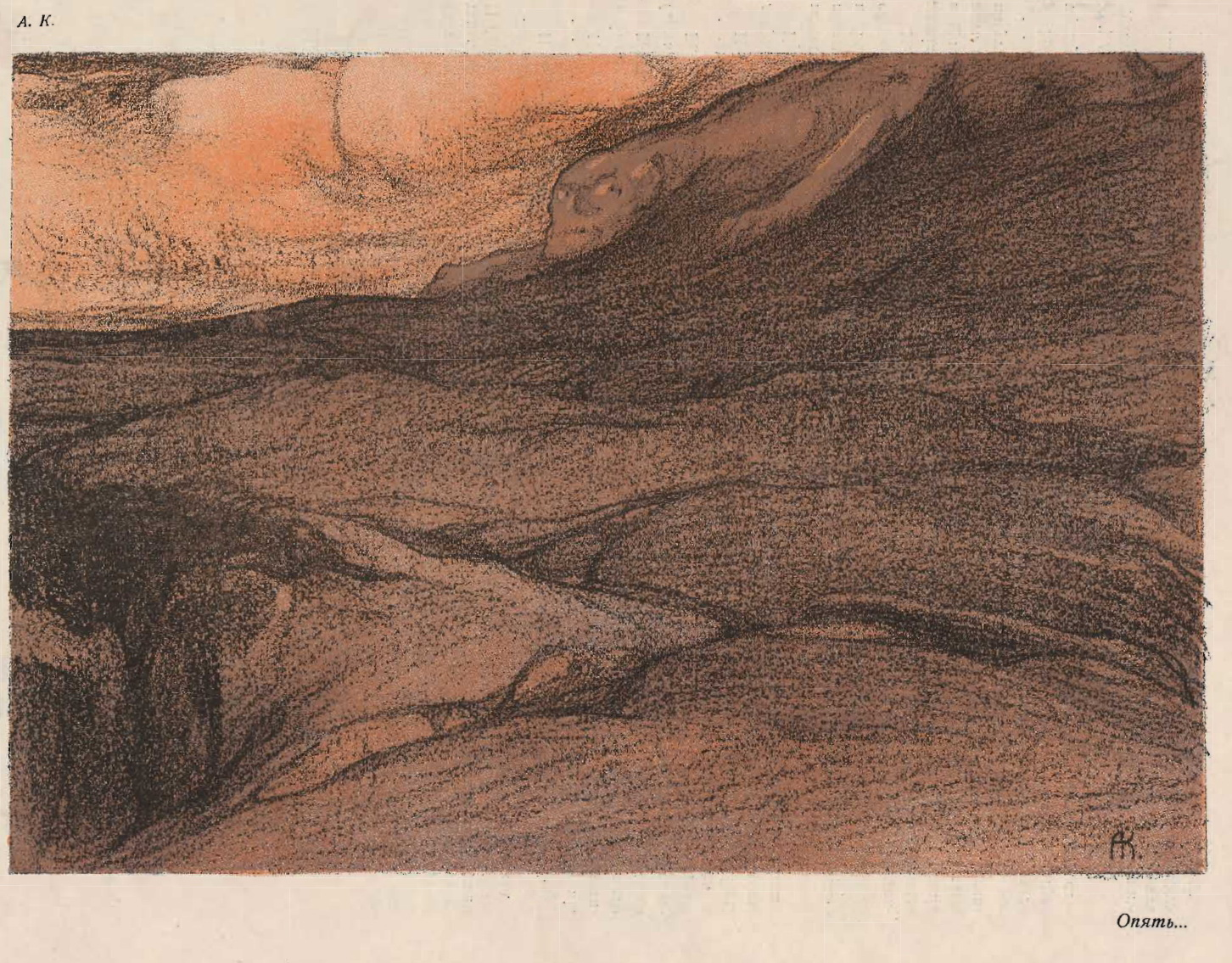
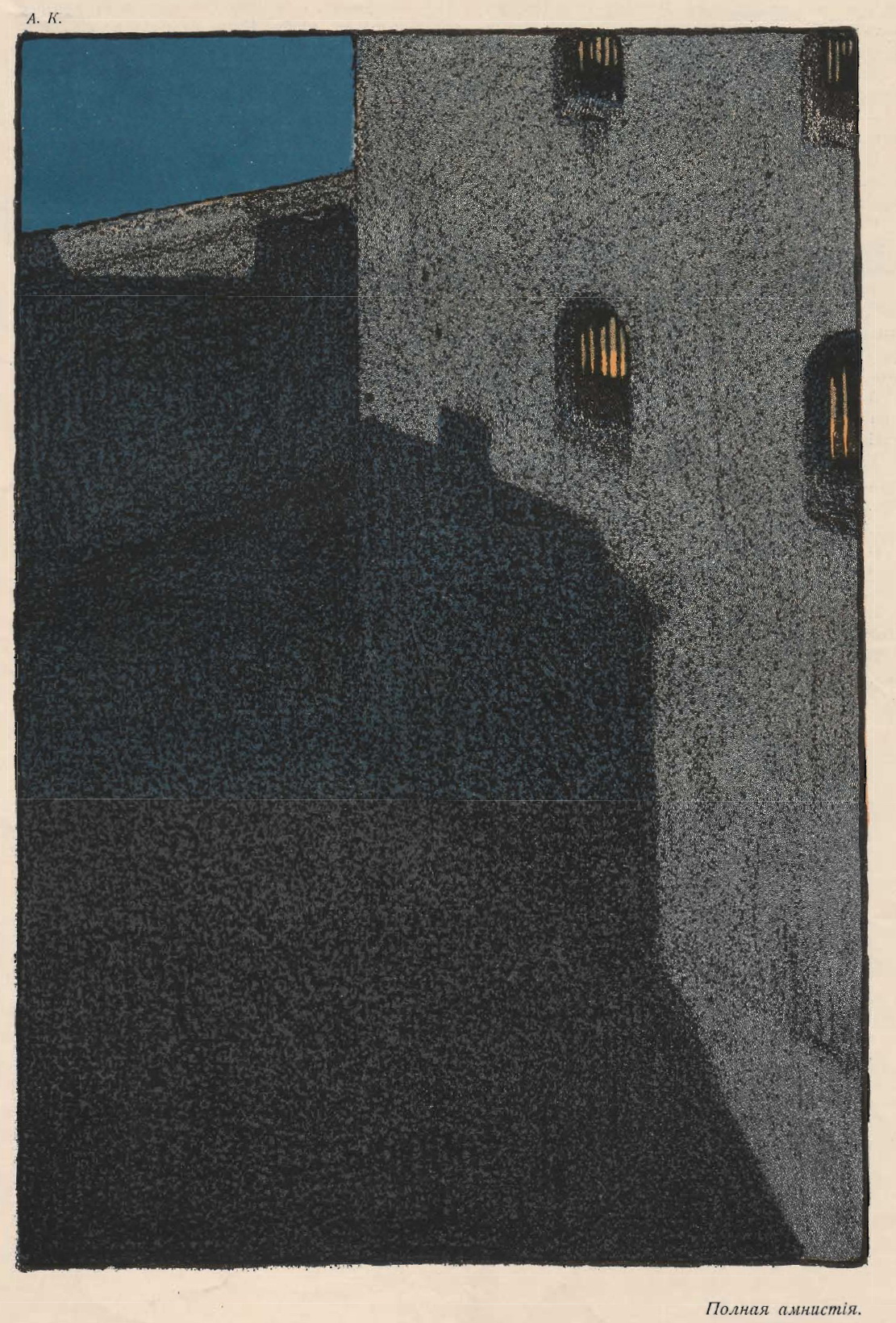

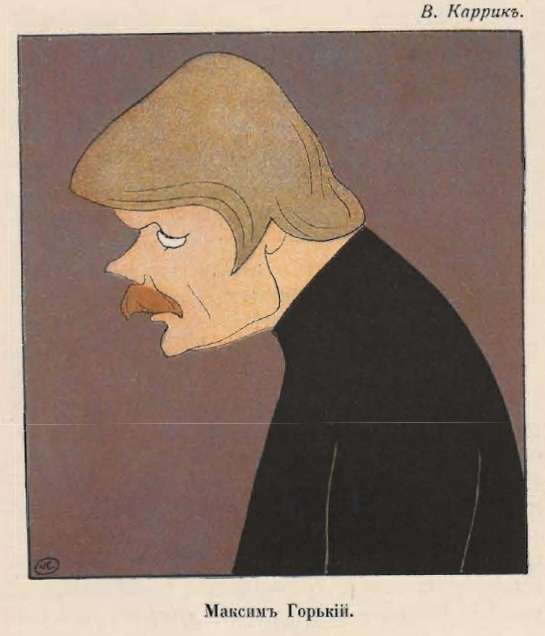
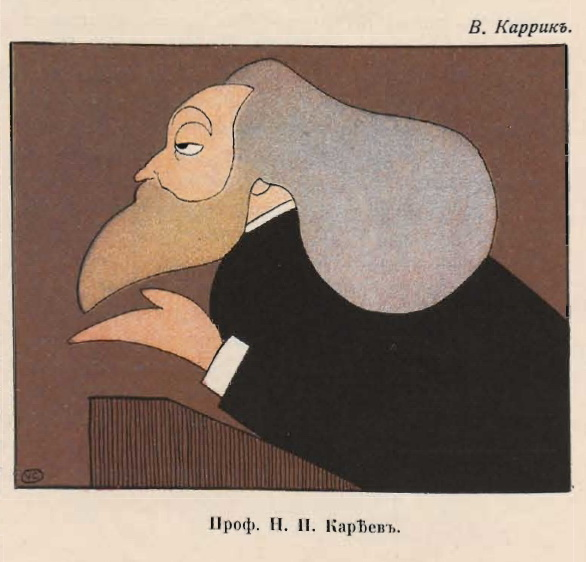
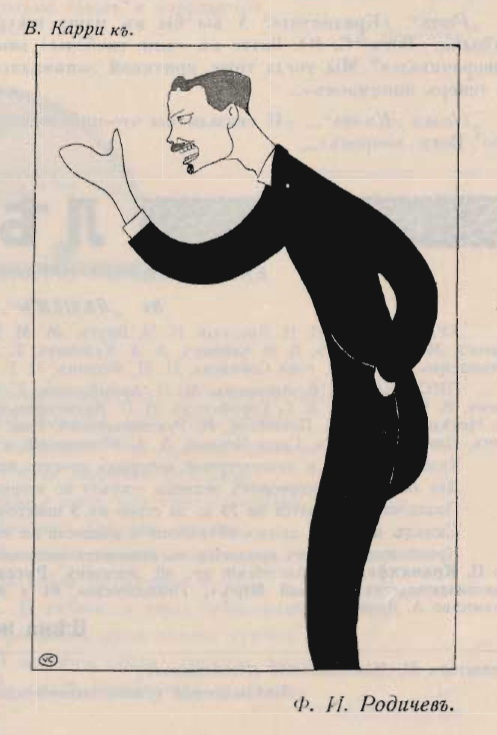
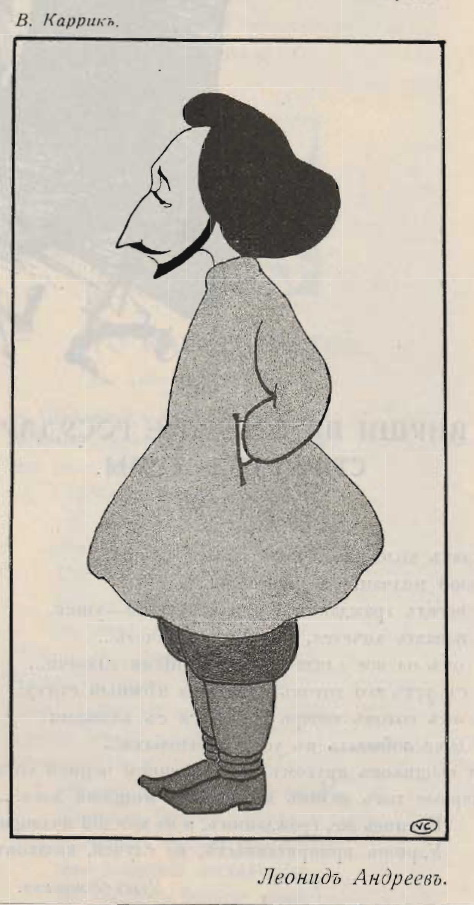
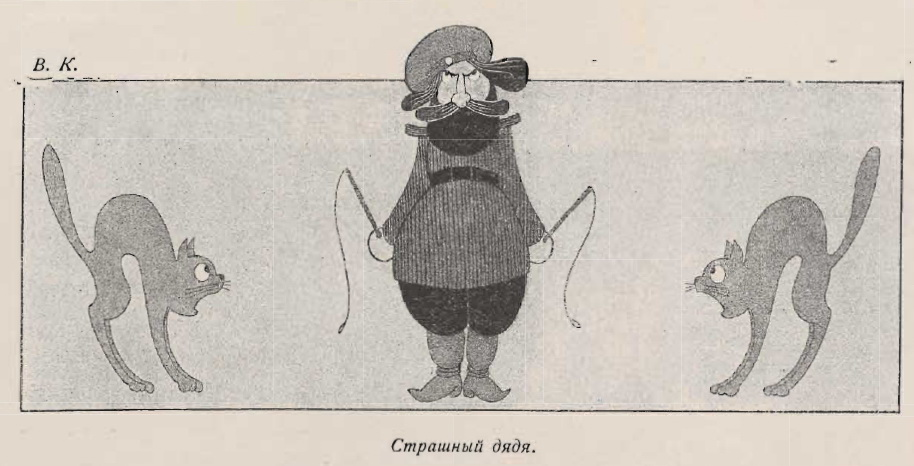
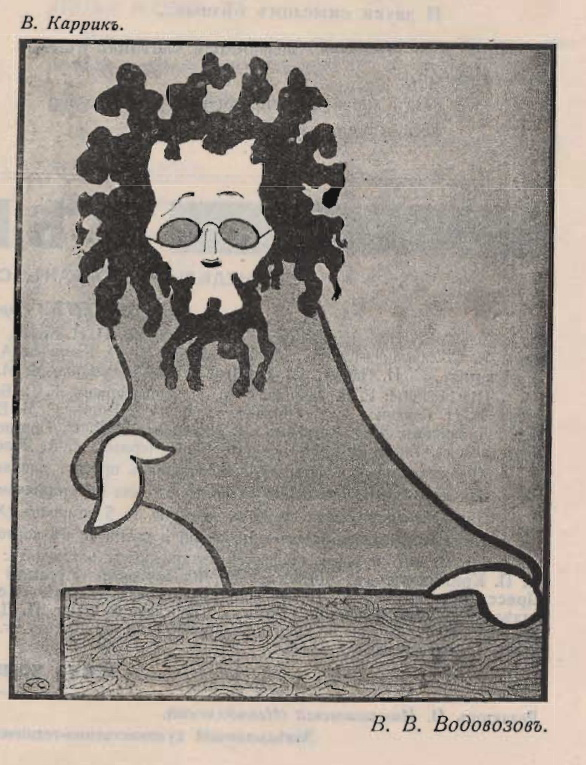
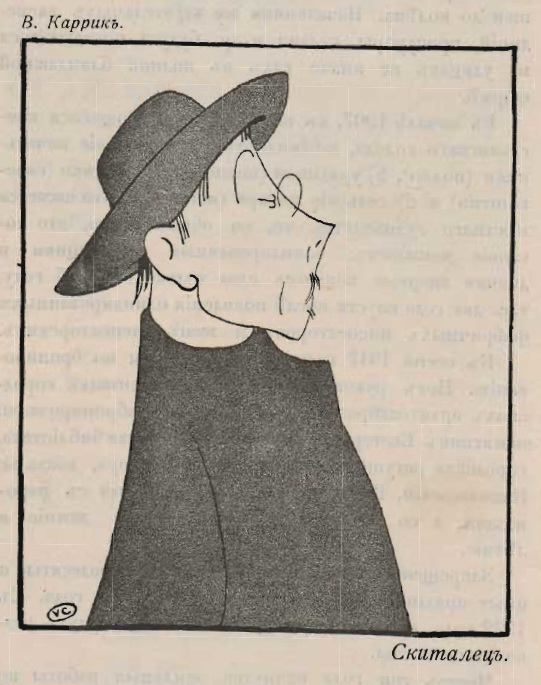

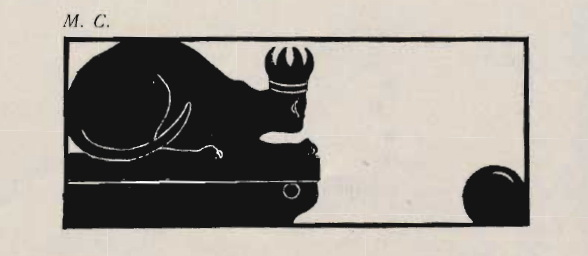

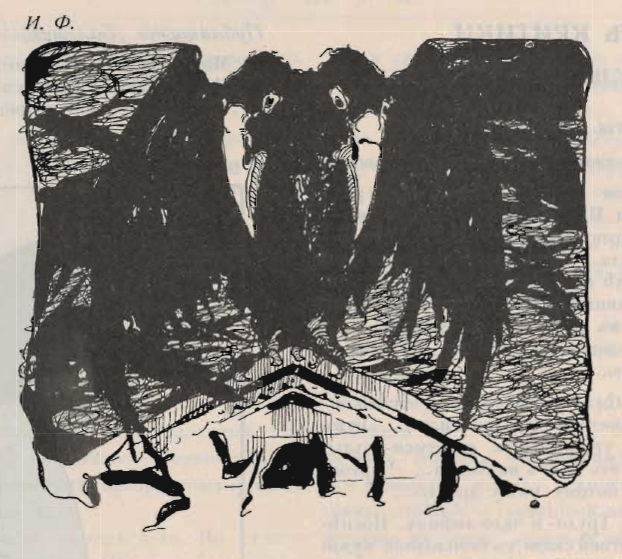

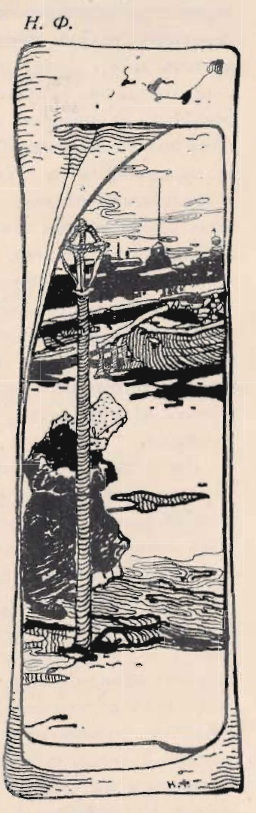
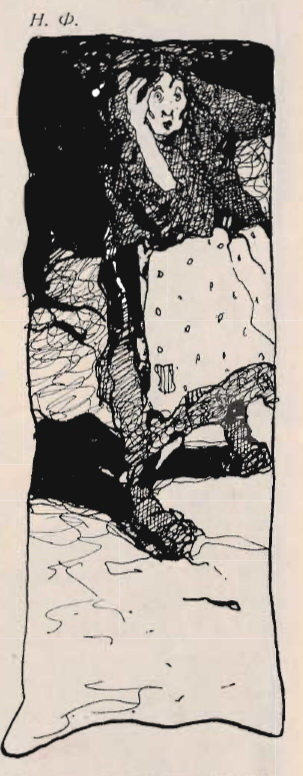
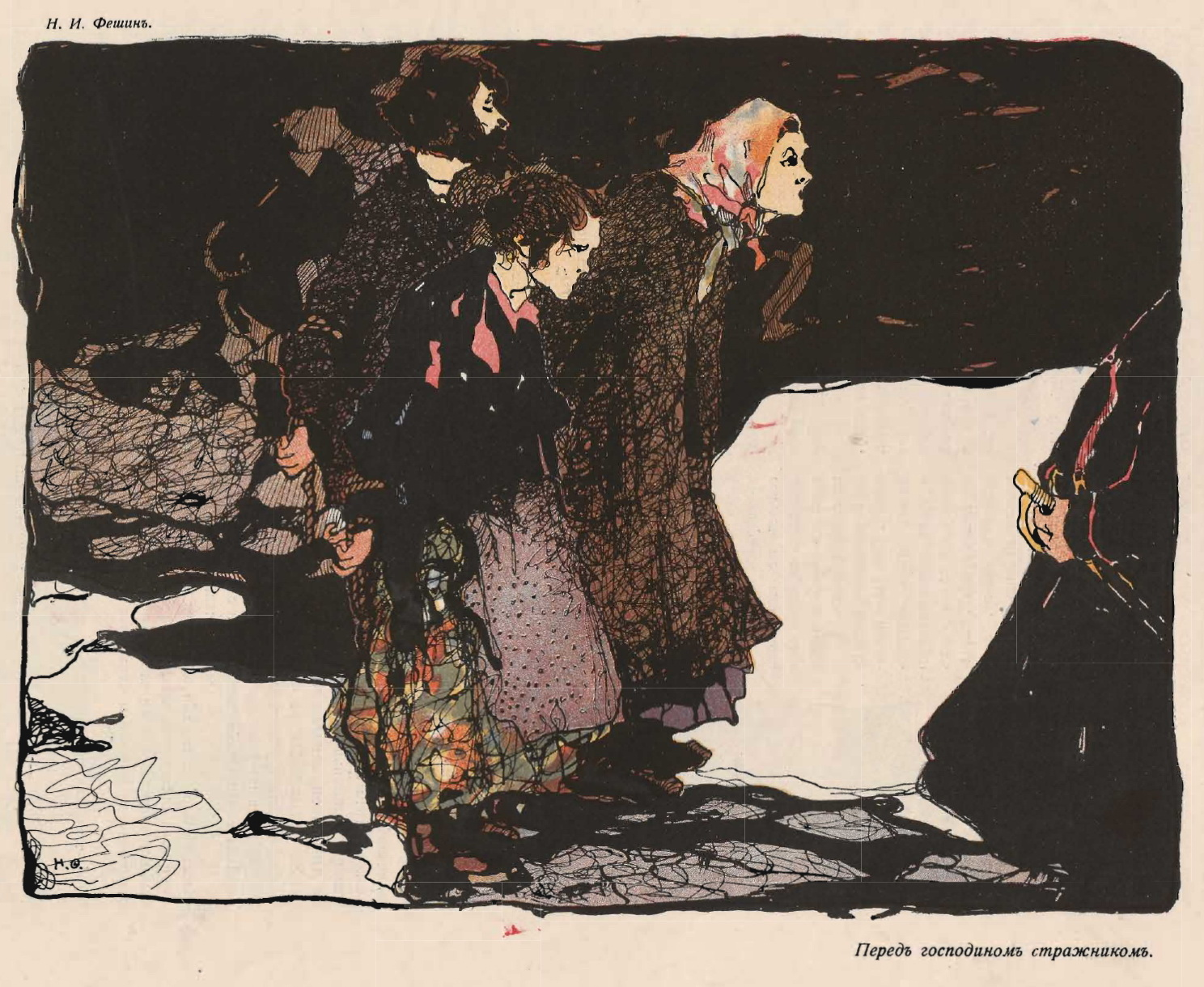
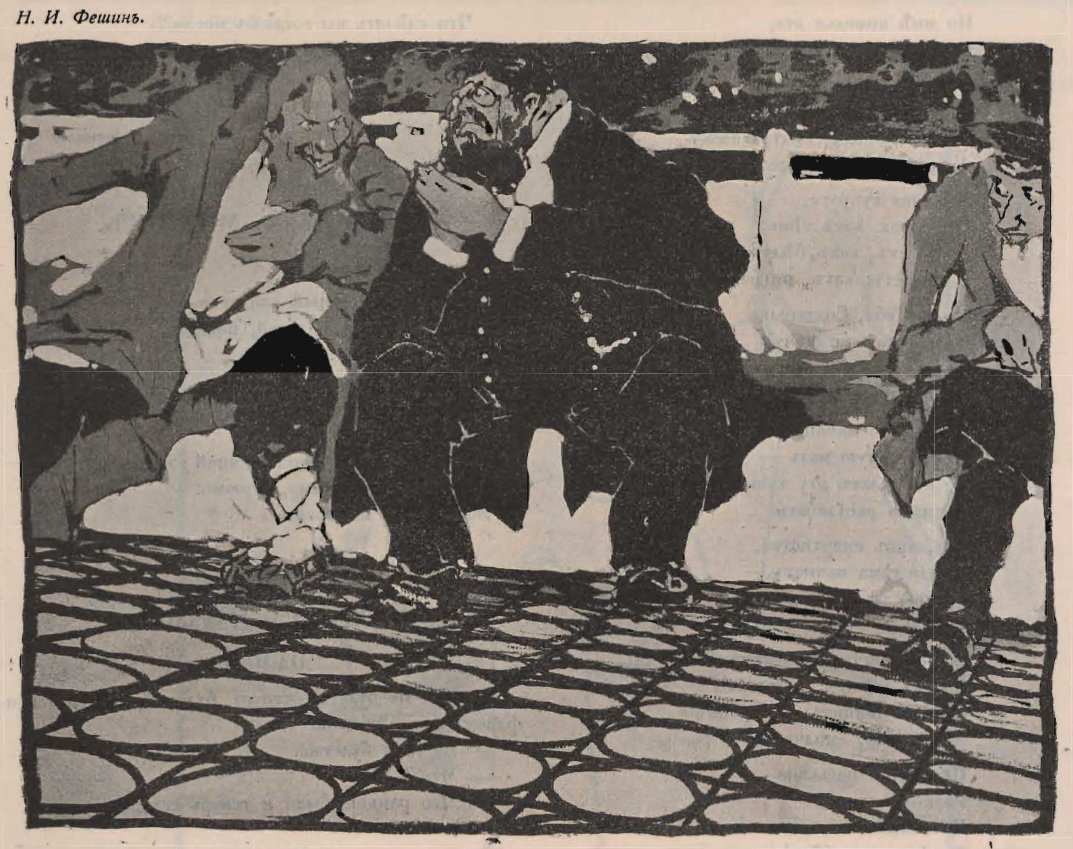
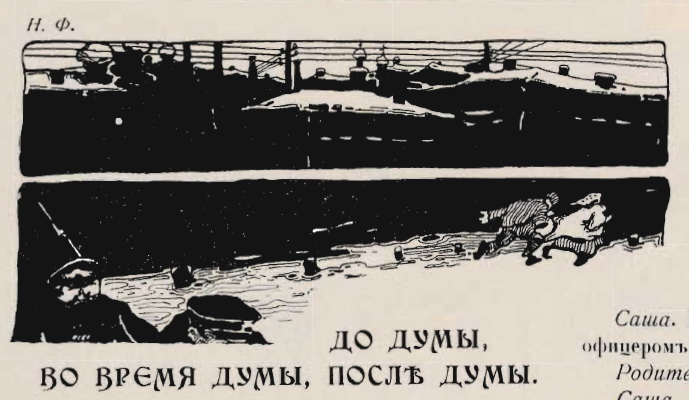
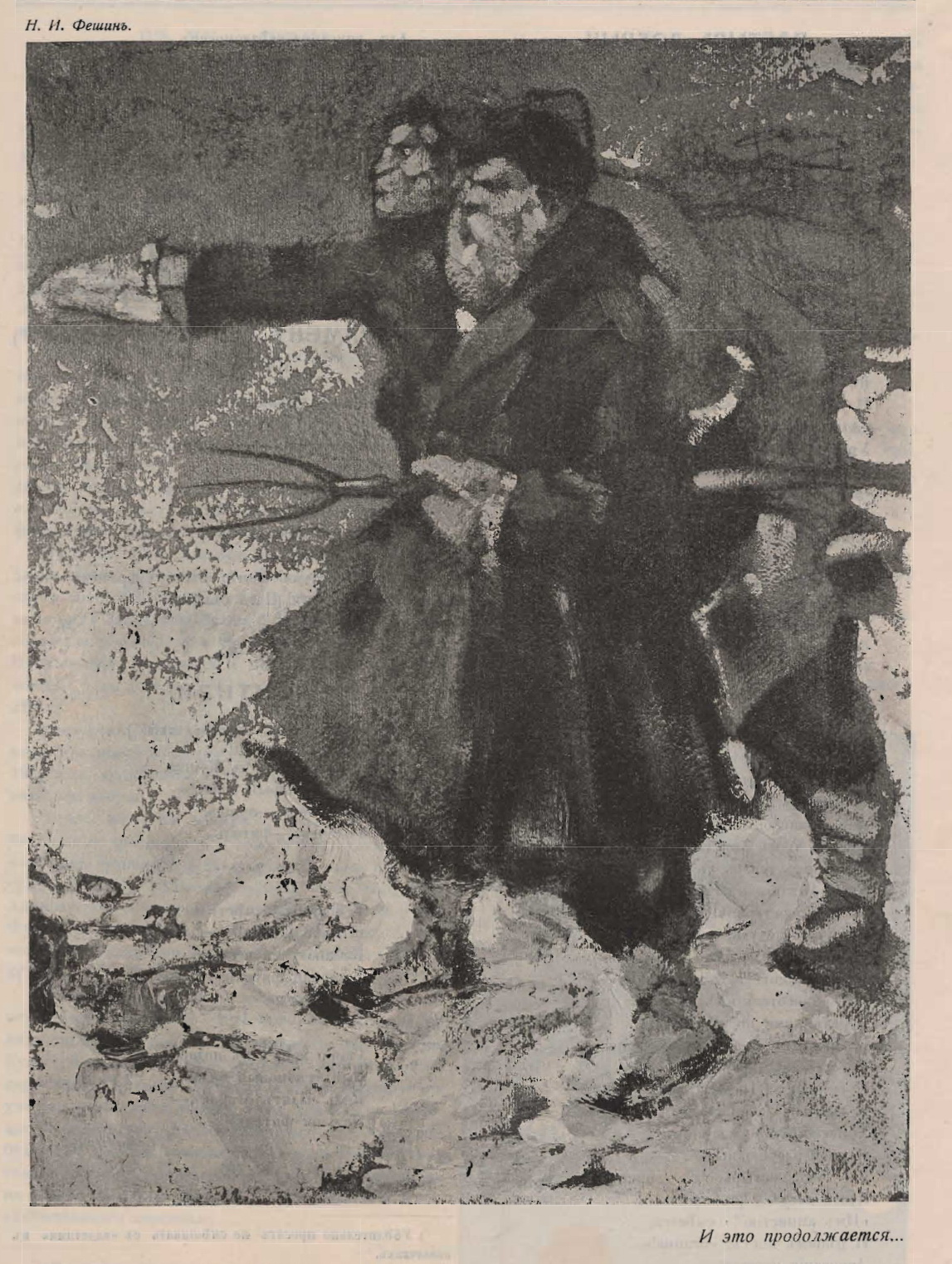

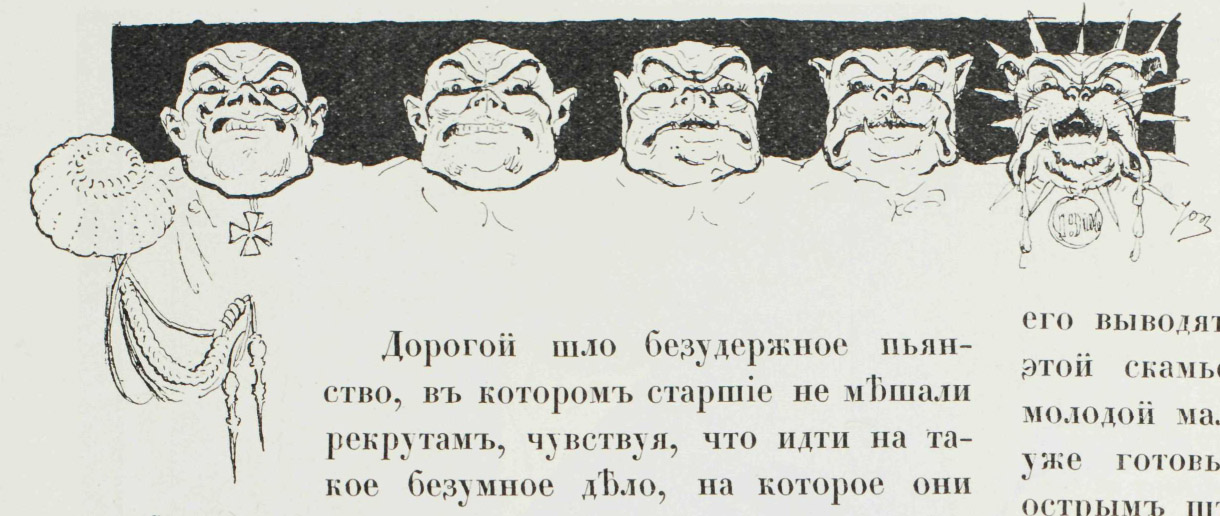
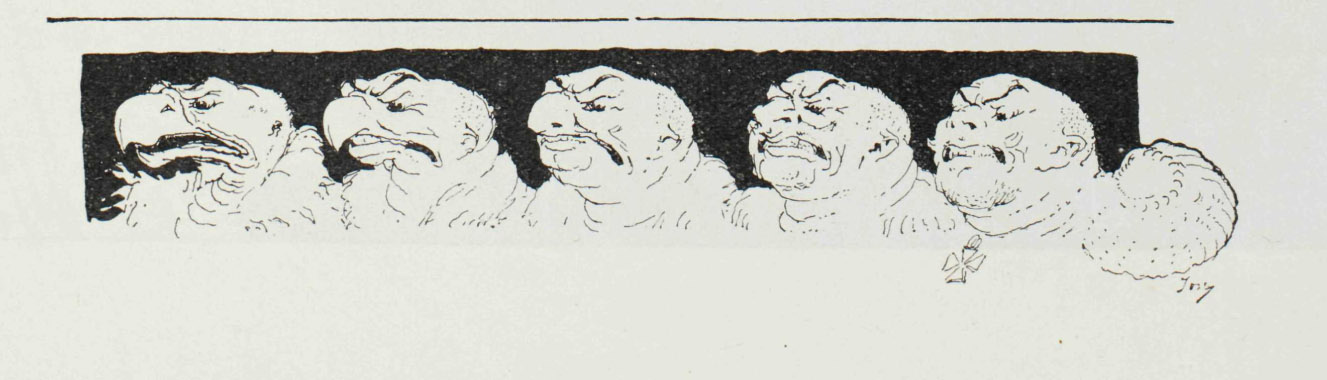
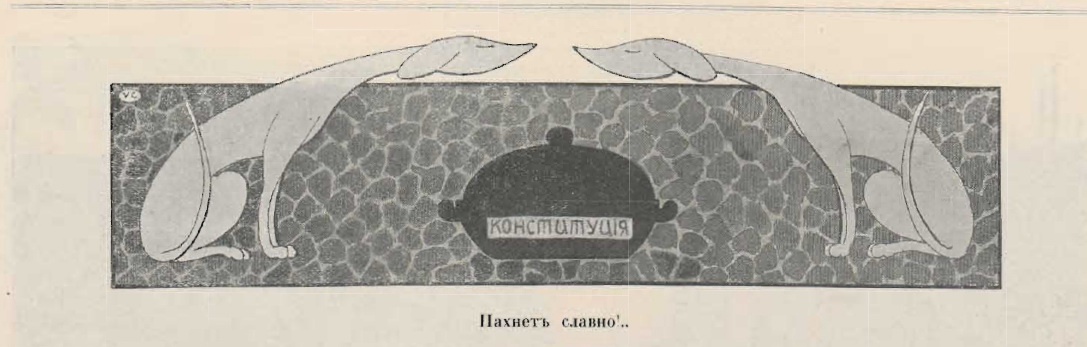
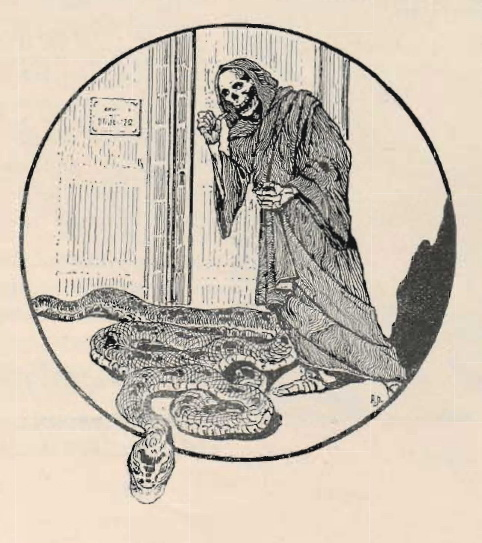
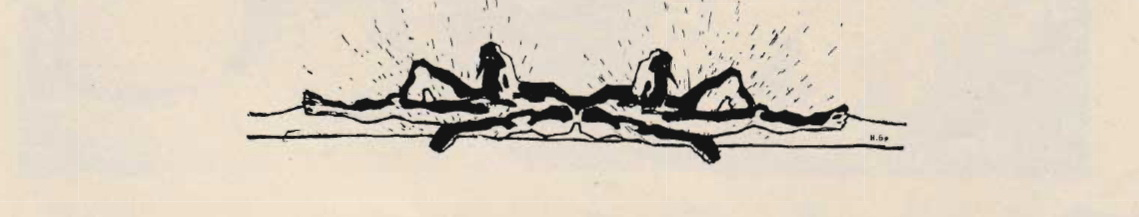
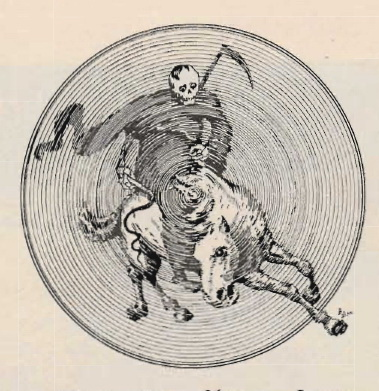
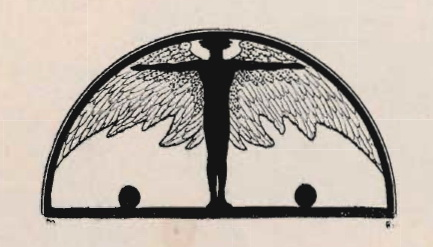
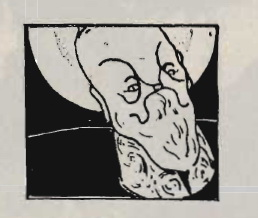
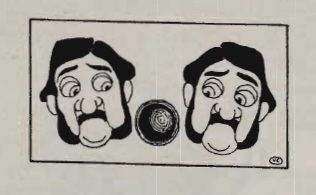

Журнал иллюстрировали превосходные графики, однако по цензурным соображениям некоторые из них предпочли скрыться за псевдонимом. Ряд виньеток подписан инициалами, или анонимен.
Согласно выходным данным 1-го номера, в журнале принимали участие художники И. И. Бродский, Н. Н. Брут, М. М. Далькевич, П. С. Добрынин, Е. С. Зарудная-Кавос, В. В. Каррик, А. А. Кудинов, Е. Е. Лансере, А. Б. Лаховский, М. И. Педашенко-Третьякова, г-жа Собинова, Н. И. Фешин, Н. Г. Цириготи др. Во 2-м номере к ним прибавились: Л. М. Евреинов, Μ. Ф. Иванов, А. М. Любимов, В. Никитин. В 3-м номере: Елизавета Бем, А. И. Панов, М. М. Савинова. В 4-м — М. Демьянов. Однако соотнести с каждым из этих художников имеющиеся подписанные иллюстрации не удалось.
- Бродский, Исаак. Выполнил обложку 2-го и 4-го номера и другие рисунки

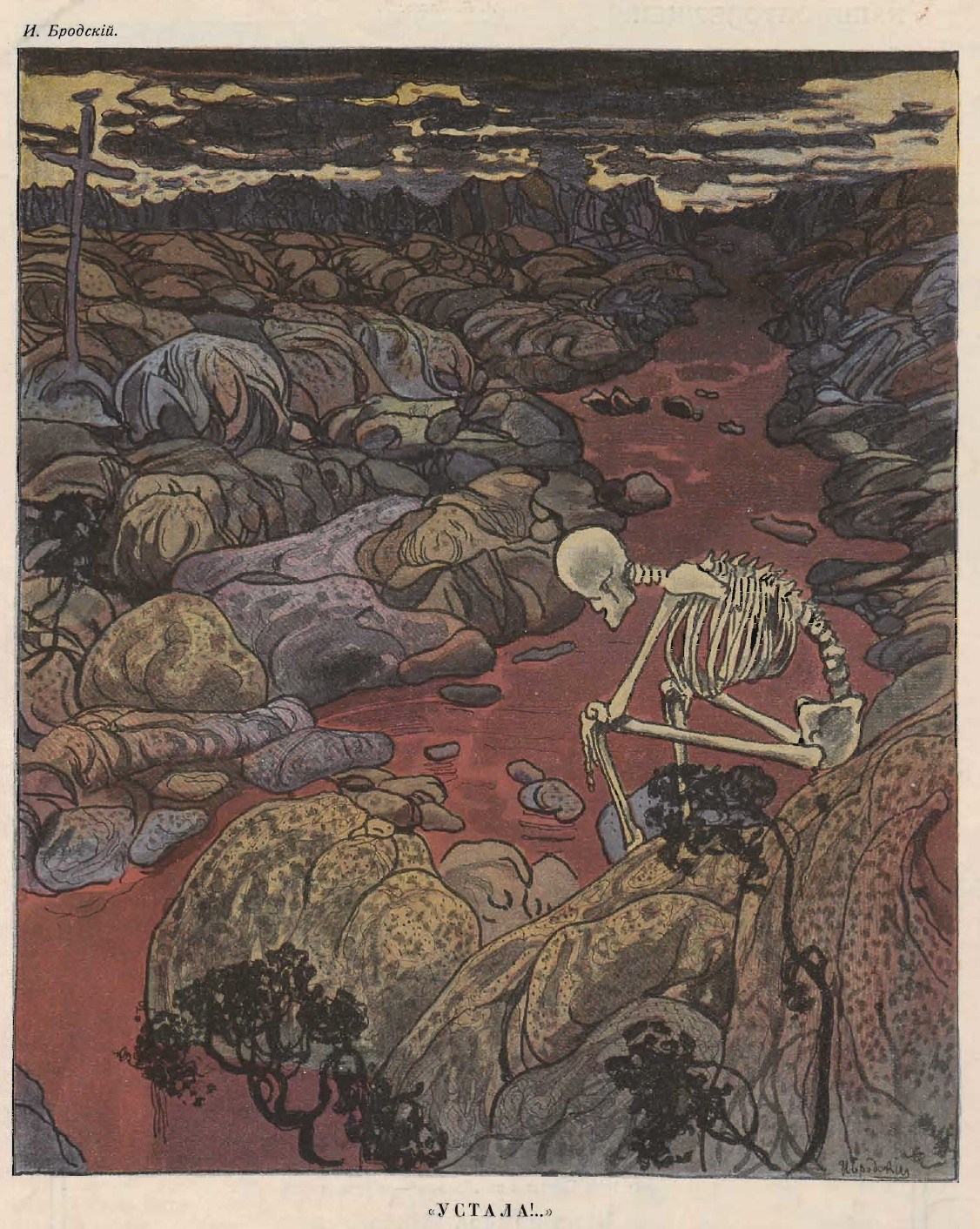
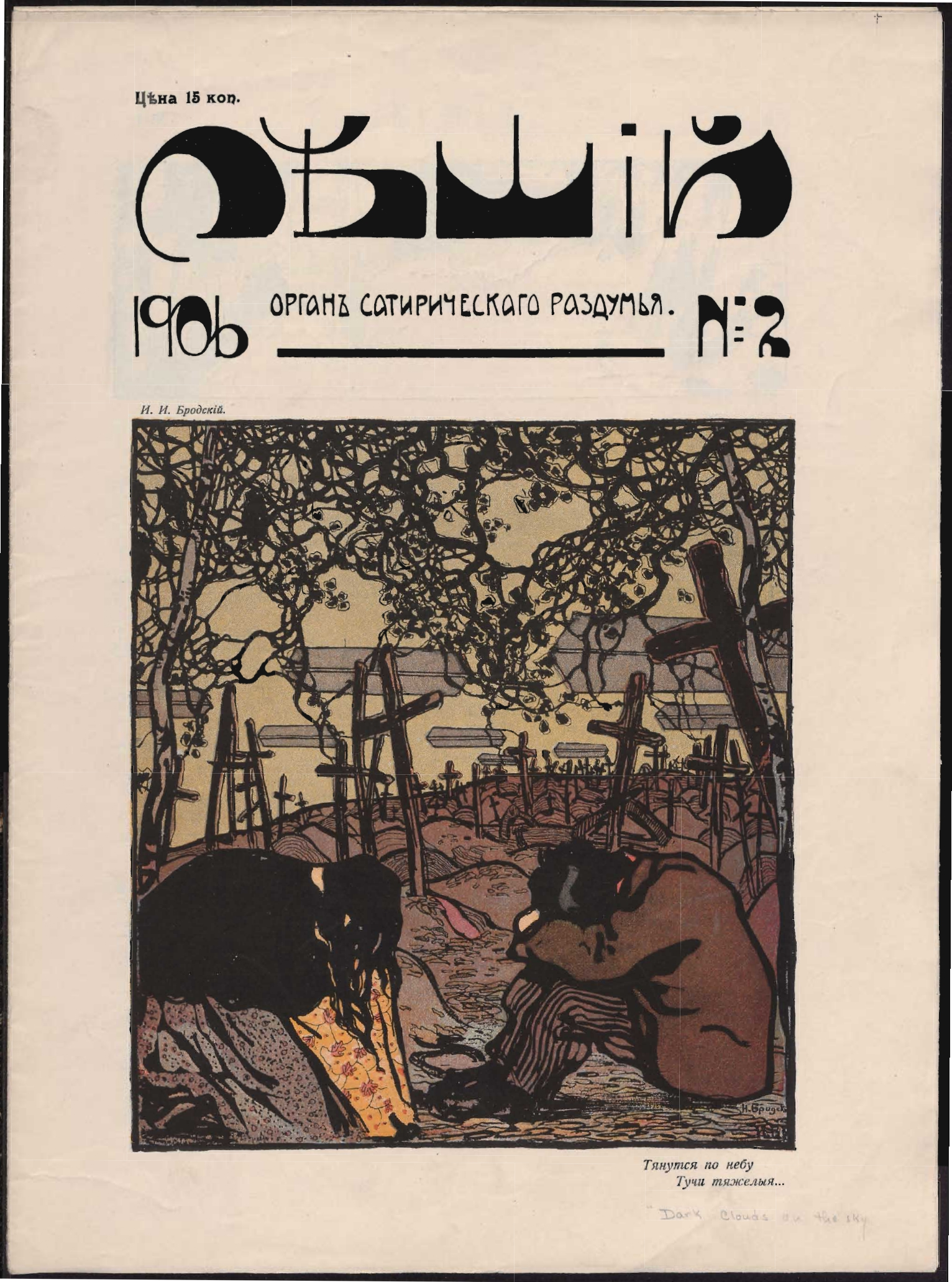
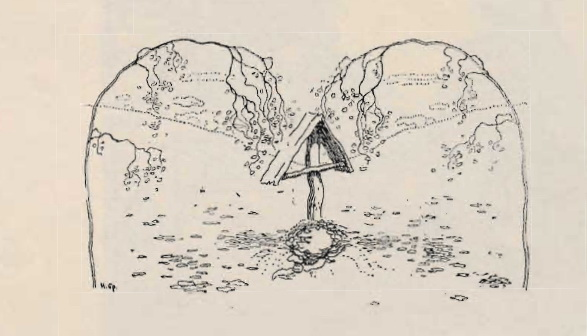
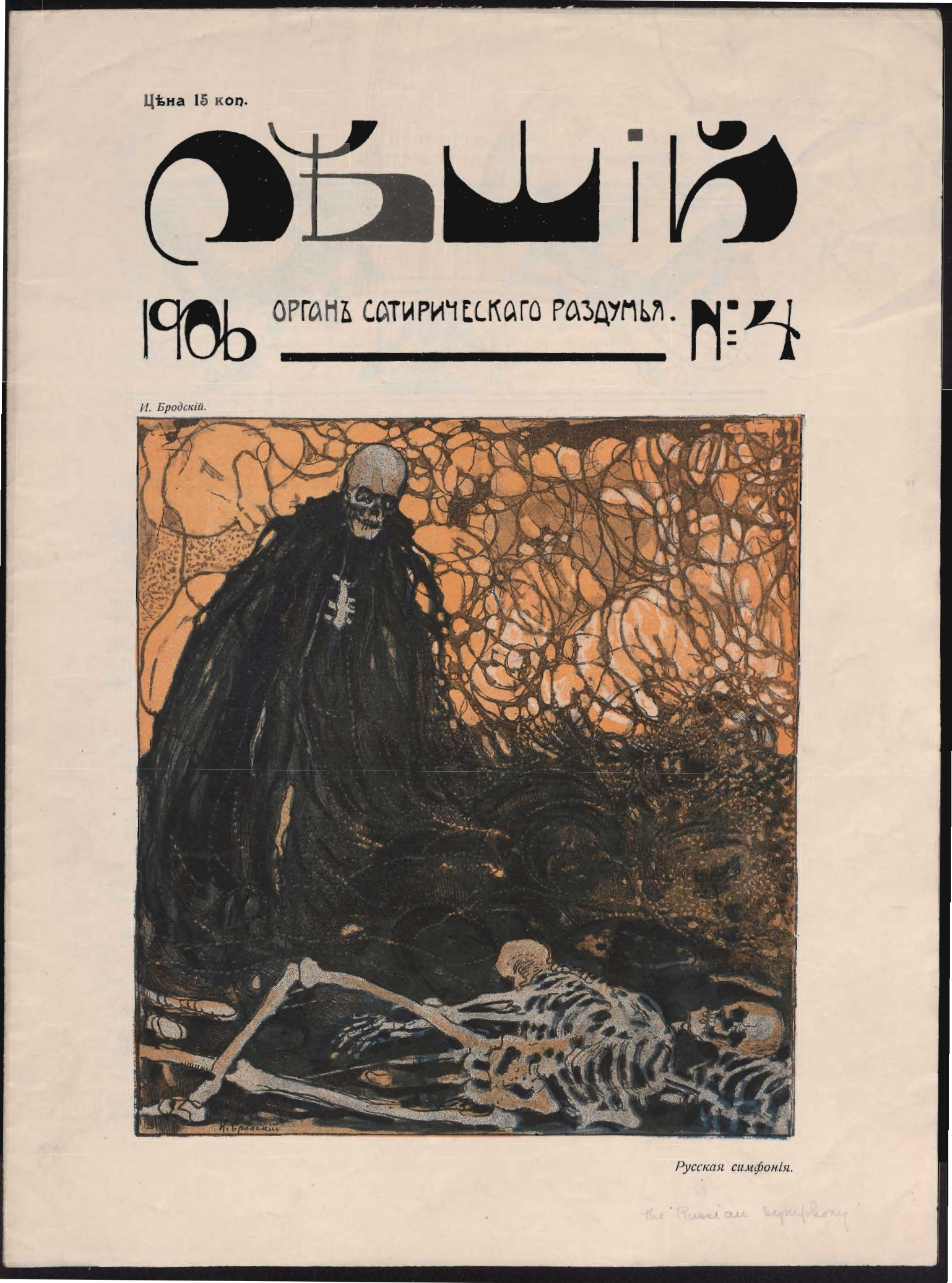
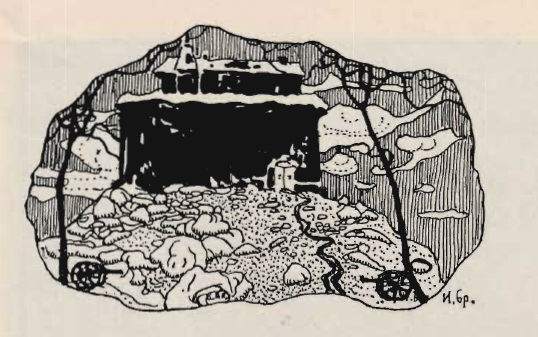

- Н.Н. Брут, Н.Б. — псевдоним, личность не установлена. Выполнил обложку 1-го номера и др. рисунки.

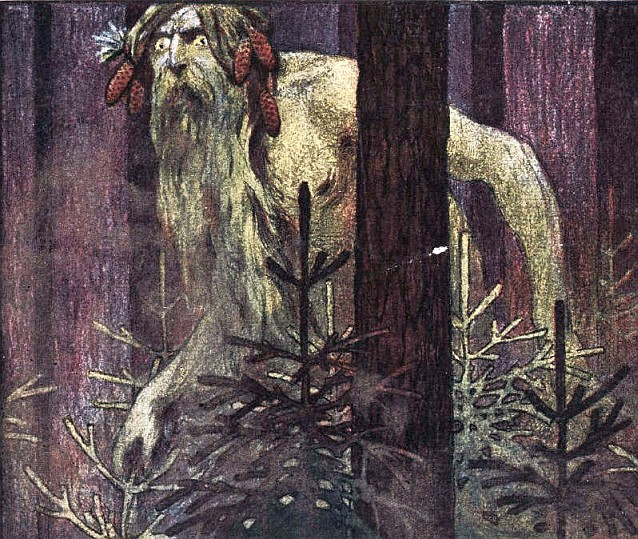
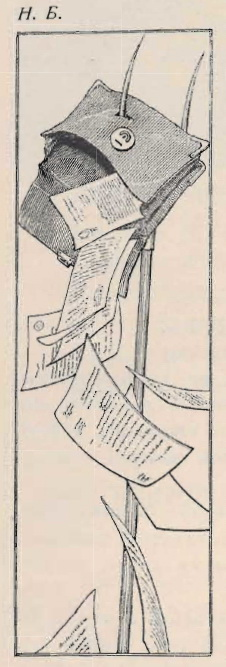
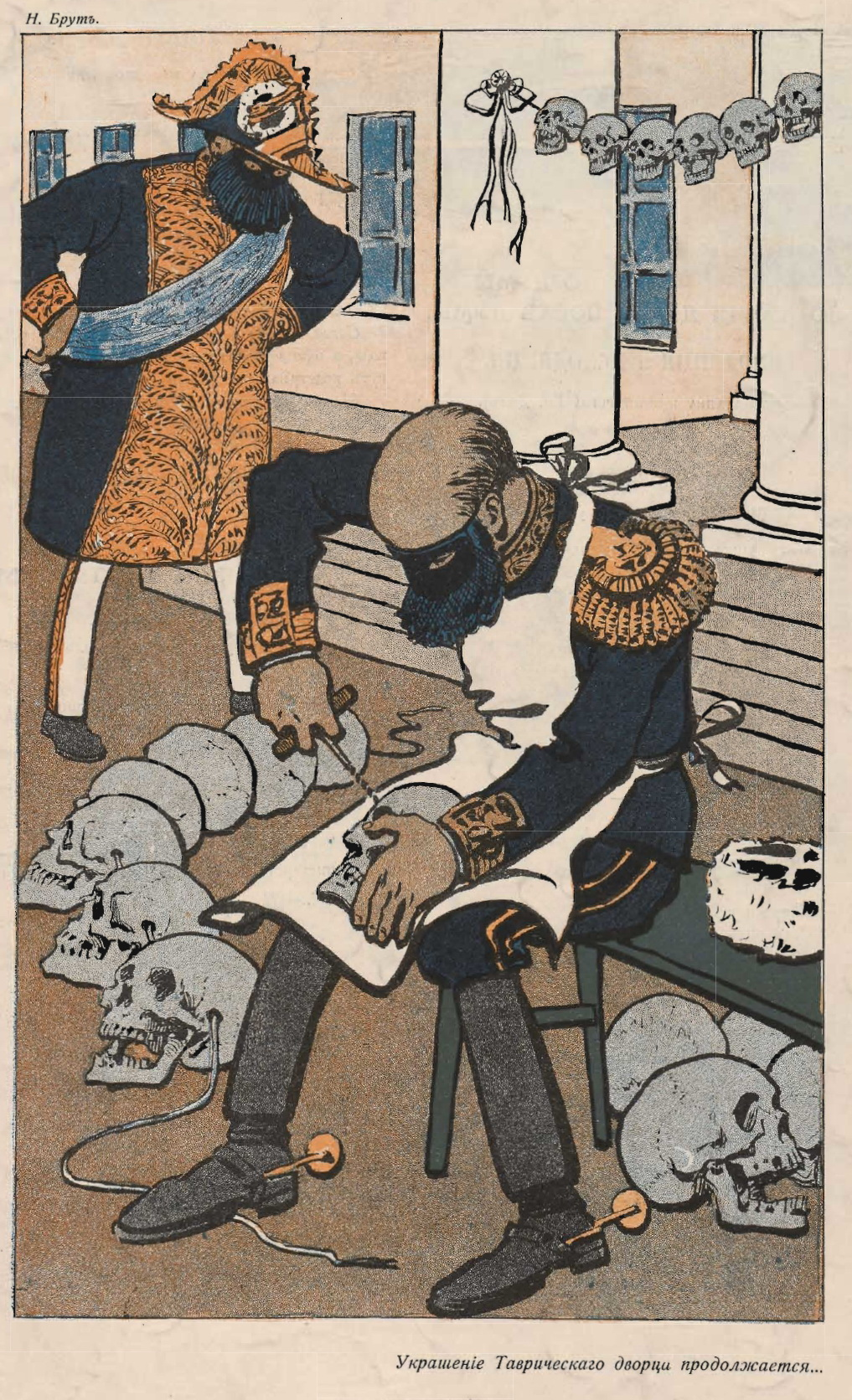

- Добрынин, Пётр Семёнович

- Евреинов, Леонид Михайлович, Л.Е.

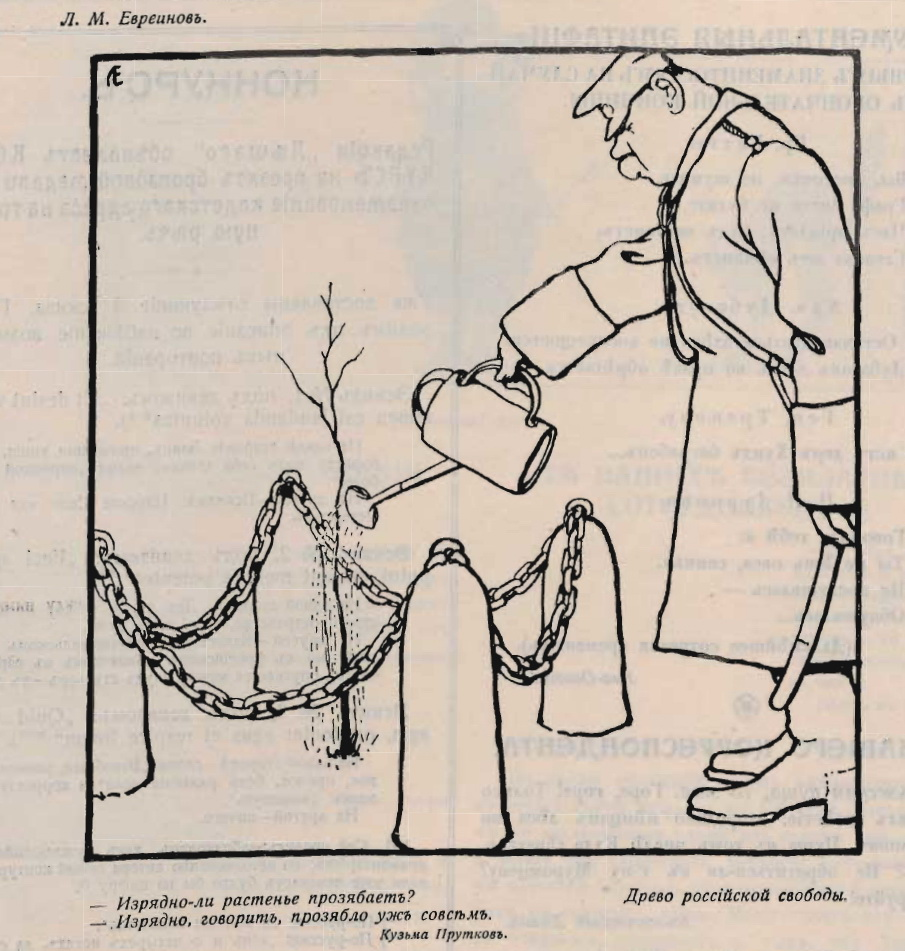
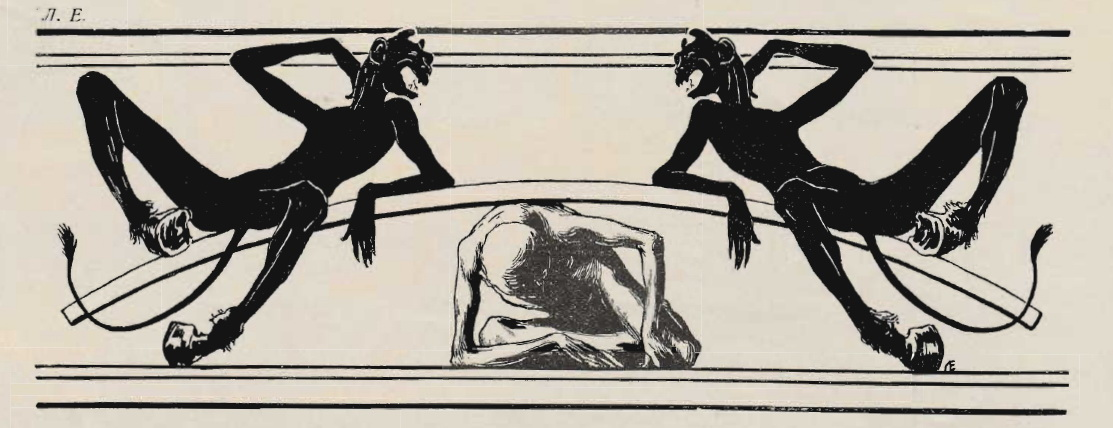

- Зарудная-Кавос, Екатерина Сергеевна, Е.З.

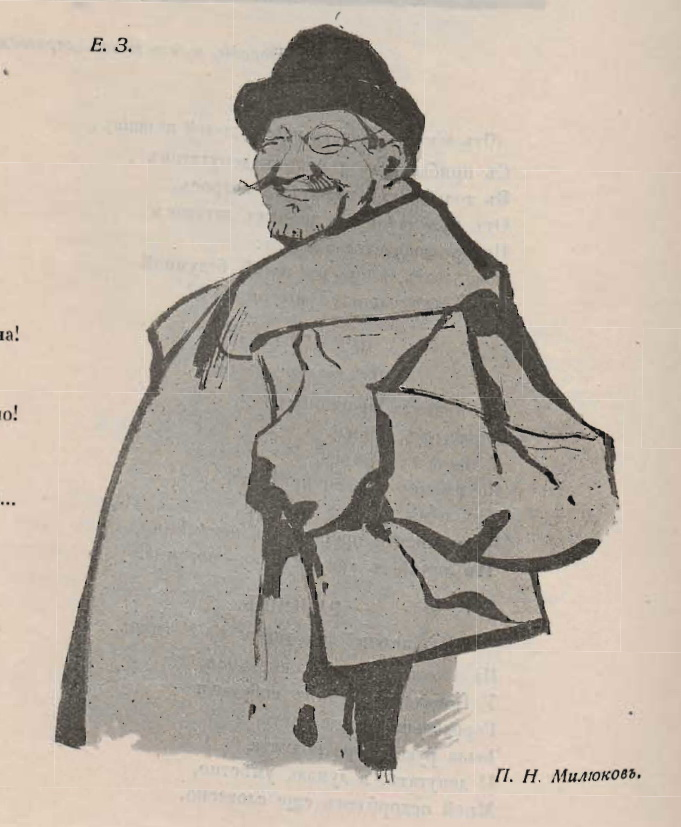

- А. А. Кудинов, А. К-в, А.К.

- Каррик, Валерий, В.К.

- Лаховский, Арнольд

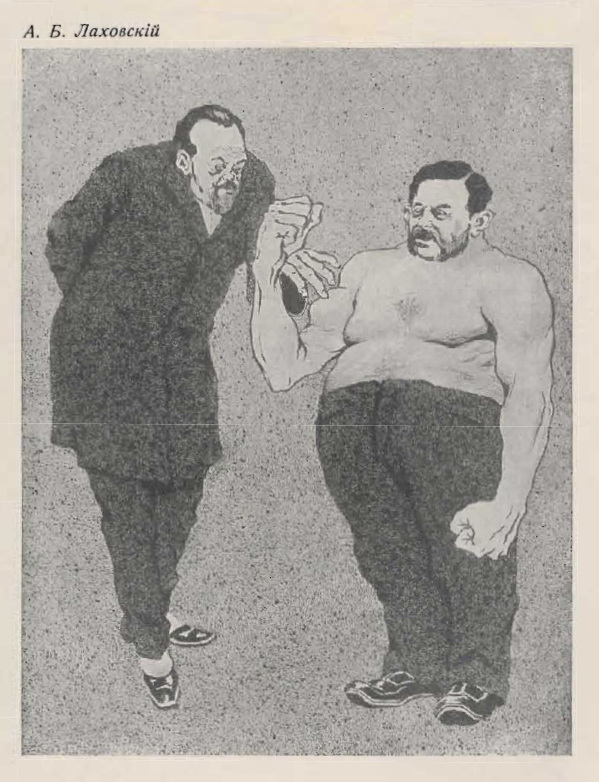

- Любимов, Александр, А. Л. Выполнил обложку для 3-го номера и другие рисунки

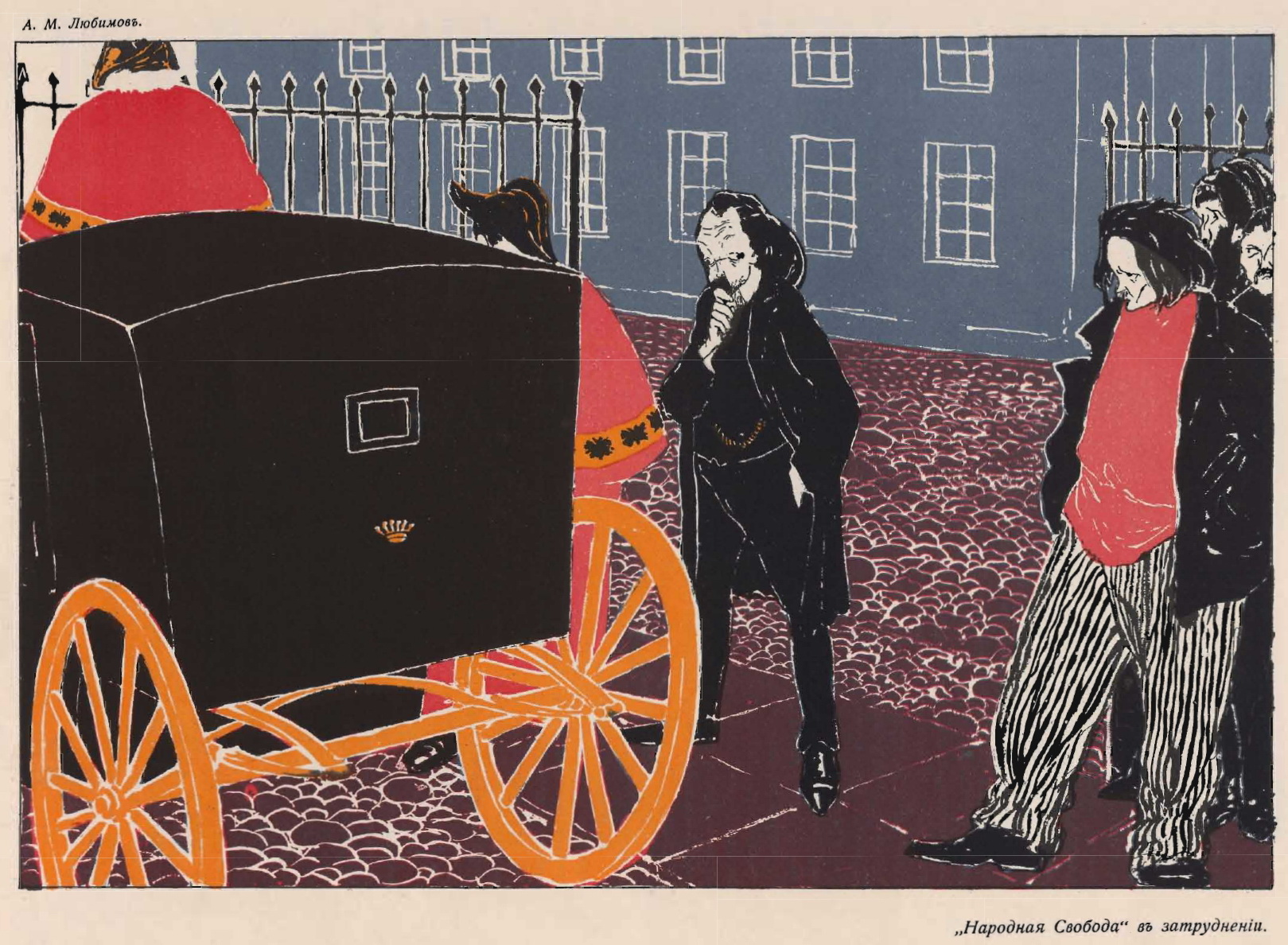
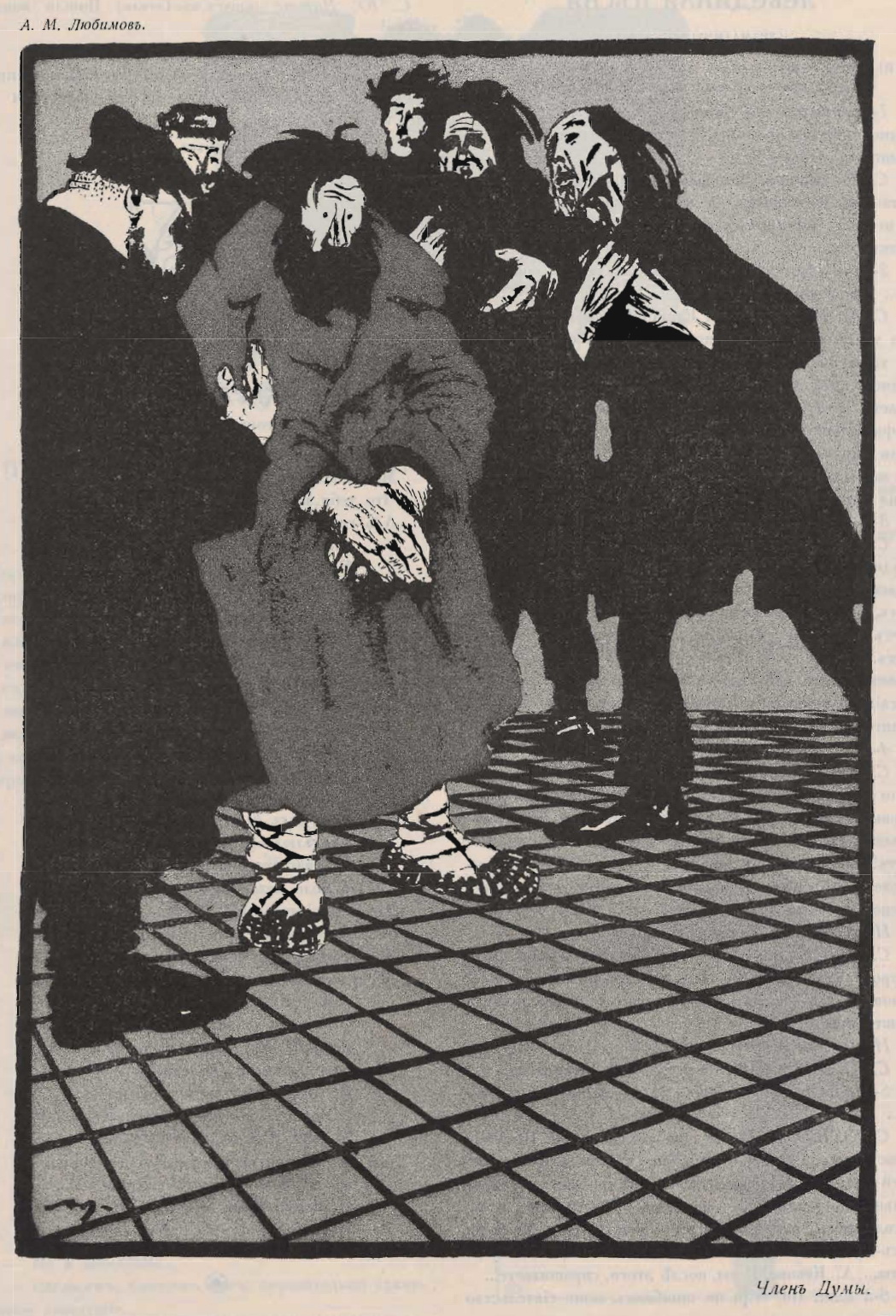
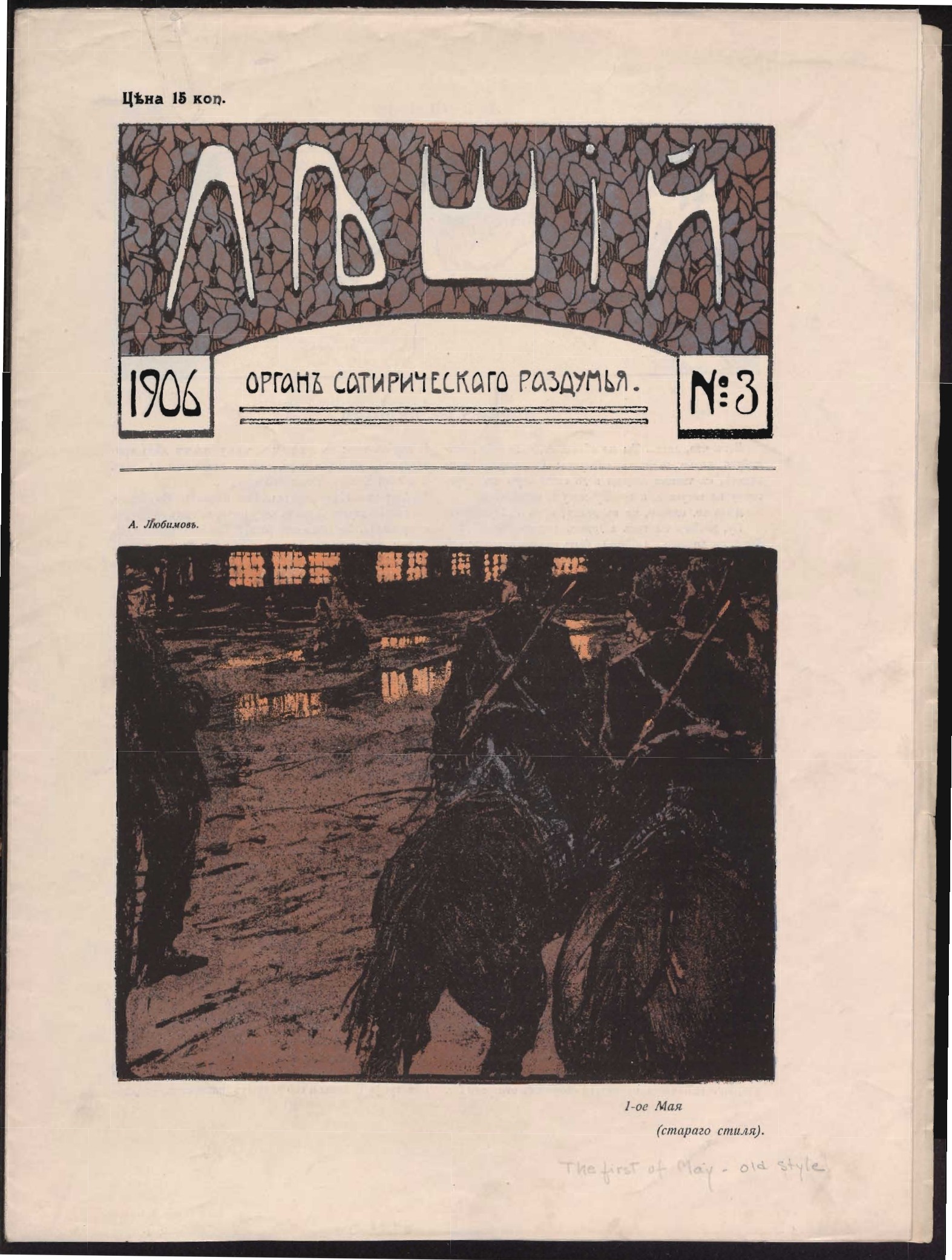
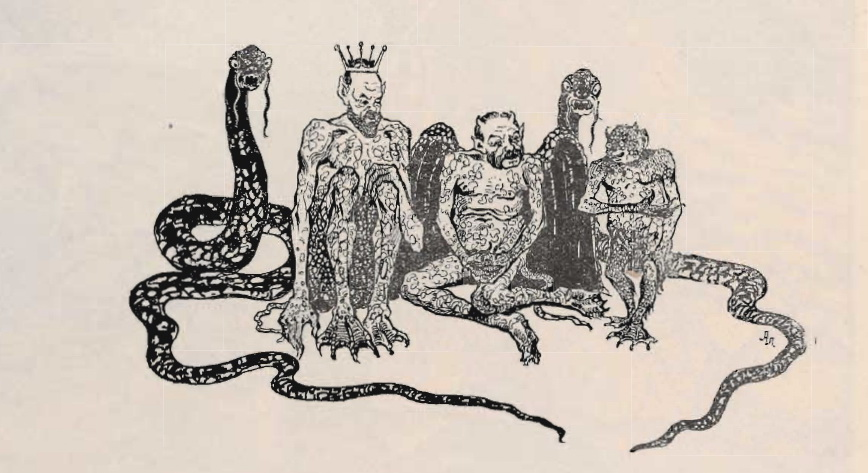
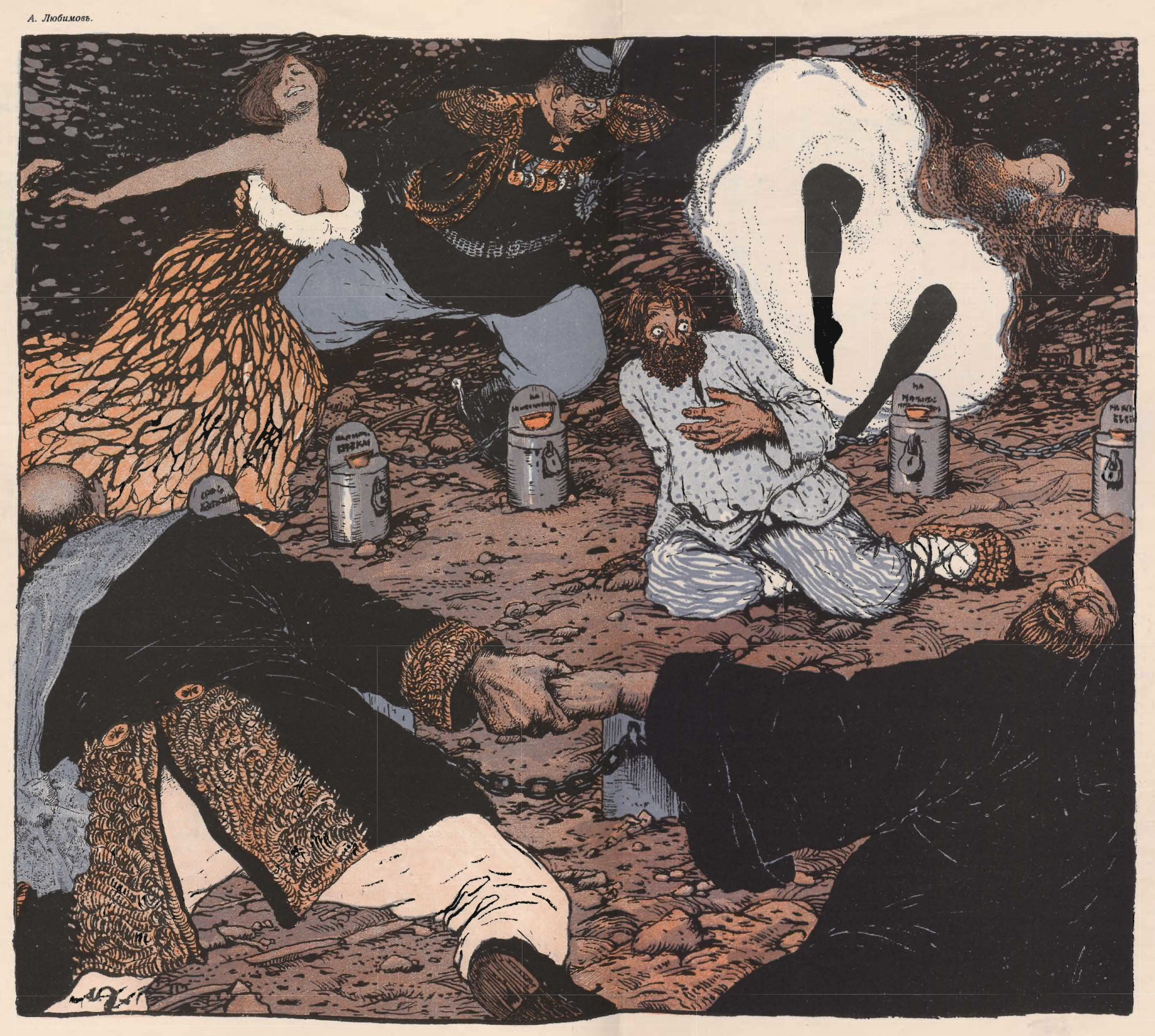
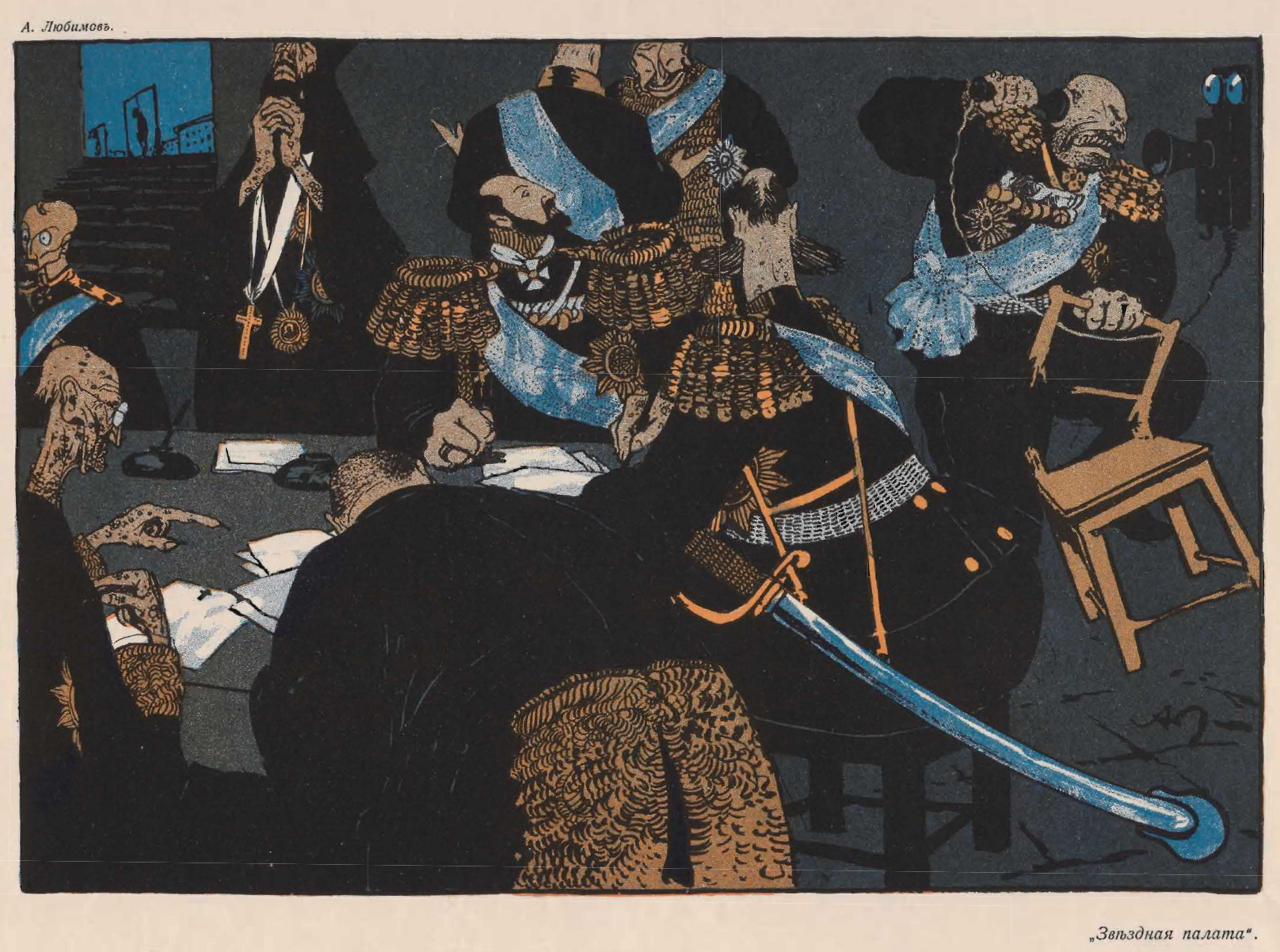

- М.С.

- И.Ф.

- Фешин, Николай, Н.Ф.

- неустановлено